# Plagiopleura gracilis
Plagiopleura gracilis är en insektsart som först beskrevs av Brunner von Wattenwyl 1878.  Plagiopleura gracilis ingår i släktet Plagiopleura och familjen vårtbitare. Inga underarter finns listade i Catalogue of Life.